# Europatitan eastwoodi
Europatitan eastwoodi — вид рослиноїдних динозаврів, що існував у ранній крейді на території сучасної Європи.

## Історія відкриття
Рештки динозавра знайдено на початку 2000-х років у відкладеннях формації Кастрільо-де-ла-Рейна на північному заході Іспанії. Серед зібраних основних анатомічних елементів є кілька шийних і спинних хребців, кілька хвостових хребців, шийні та грудні ребра, різні гемальні дуги, дві лопатки, один коракоїд, два п'ясткових кістки, дві сідничні кістки та дві лобкові кістки. Скам'янілості зберігаються в Музеї динозаврів Салас-де-лос-Інфантес. На основі решток у 2017 році описані нові рід та вид. Родова назва Europatitan перекладається як «європейський гігант». Вид eastwoodi названо на честь американського актора Клінта Іствуда.

## Опис
Зразок, з якого було описано вид E. eastwoodi, є одним із найповніше збережених титанозавроподібних завроподів ранньої крейди Європи, і демонструє дев'ять унікальних особливостей або автопоморфій — анатомічні деталі шийних хребців, пластинчасті структури спинних хребців, унікальні особливості лопатки та спинних ребер. Europatitan був гігантським динозавром з великими кістками: спинні ребра мали довжину 210 сантиметрів; лопатка приблизно 165 сантиметрів у довжину, а спинний хребець 70 сантиметрів заввишки, незважаючи на те, що він неповний. Шийні хребці дуже характерні своєю надзвичайною пневматизацією і висотою центру, яка досягає 114 сантиметрів. Ці розміри дозволяють реконструювати надзвичайно довгу шию, таку як у Giraffatitan, Sauroposeidon та Erketu. Палеонтологи називають цих тварин «динозаврами-жирафами», оскільки декілька гіпотез припускають, що шиї цих динозаврів трималися майже вертикально до землі, як у сучасних жирафів. Якщо це припущення вірне, голова Europatitan знаходилася приблизно 16 метрів над землею, що робить його одним із найбільших відомих європейських динозаврів. Автори опису виду підрахували, що тварина мала загальну довжину 27 метрів і важила 35 тонн.